# Bonnington
Bonnington es una parroquia civil y un pueblo del distrito de Ashford, en el condado de Kent (Inglaterra).

## Geografía
Según la Oficina Nacional de Estadística británica, Bonnington tiene una superficie de 4,75 km².

## Demografía
Según el censo de 2001, Bonnington tenía 109 habitantes (51,38% varones, 48,62% mujeres) y una densidad de población de 22,95 hab/km². El 19,27% eran menores de 16 años, el 77,06% tenían entre 16 y 74 y el 3,67% eran mayores de 74. La media de edad era de 41,05 años. Del total de habitantes con 16 o más años, el 18,18% estaban solteros, el 75% casados y el 6,82% divorciados o viudos.
El 94,5% de los habitantes eran originarios del Reino Unido. El resto de países europeos englobaban al 2,75% de la población, mientras que el 2,75% había nacido en cualquier otro lugar. Según su grupo étnico, el 97,25% eran blancos y el 2,75% chinos. El cristianismo era profesado por el 73,39%, mientras que el 16,51% no eran religiosos y el 10,09% no marcaron ninguna opción en el censo.
60 habitantes eran económicamente activos, todos ellos empleados. Había 45 hogares con residentes y ninguno vacío.